# Дьяманте
Дьяманте (исп. Diamante) — город и муниципалитет в департаменте Дьяманте провинции Энтре-Риос (Аргентина), административный центр департамента.

## История
В 1832 году сюда переселилась с уругвайской территории (из мест, где сейчас находится Белья-Уньон) группа семей индейцев-гуарани, и здесь было основано поселение Пунта-Горда. В 1836 году Конгресс провинции официально основал здесь населённый пункт Ла-Дьяманте.
В 1872 году был образован муниципалитет.